# Gmina Bol
Gmina Bol (chorw. Općina Bol) – gmina w Chorwacji, w żupanii splicko-dalmatyńskiej. W 2011 roku liczyła 1630 mieszkańców.

## Miejscowości
Gmina składa się z następujących miejscowości:
- Bol
- Murvica